# 博福尔 (北部省)
博福尔（法語：Beaufort，法語發音：[bofɔʁ] ⓘ）是法国上法蘭西大區北部省的一个市镇，属于埃尔普河畔阿韦讷区。

## 地理
博福尔（50°12'54"N, 3°57'52"E）面积12.76 平方千米，位于法国上法蘭西大區北部省，该省份为法国最北部的省份及最长的省份，西北濒北海，西接加来海峡省，南至埃纳省和索姆省，东与比利时接壤。
与博福尔接壤的市镇（或旧市镇、城区）包括：卢夫鲁瓦勒、瓦蒂尼-拉维克图瓦尔、达穆西、埃克莱布、大费里耶尔、弗卢尔西、欧蒙、利蒙方丹。

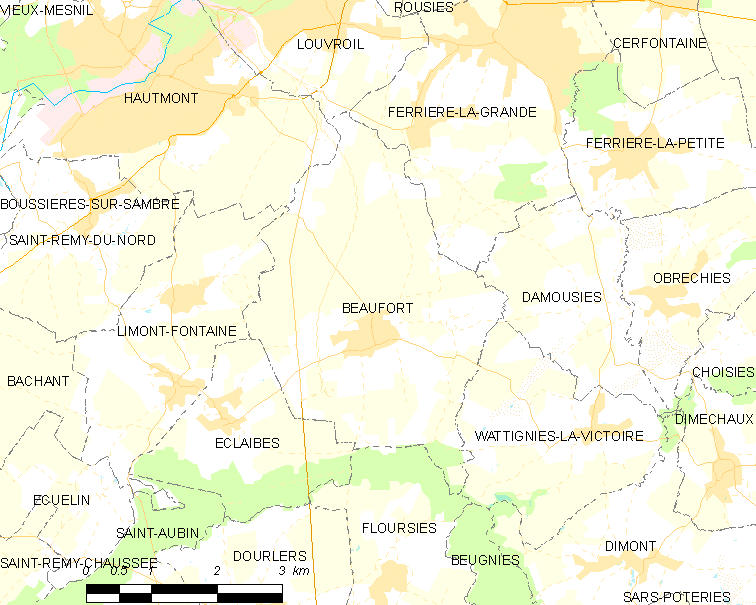
的OSM定位图

博福尔的时区为UTC+01:00、UTC+02:00（夏令时）。

## 行政
博福尔的邮政编码为59330，INSEE市镇编码为59058。

## 政治
博福尔所属的省级选区为埃尔普河畔阿韦讷县。

## 人口

1962-2008年间人口变化图示

博福尔于2022年1月1日时的人口数量为1008人。